# خوسيه مانويل مورينو بيرينيان
خوسيه مانويل مورينو بيرينيان (بالإسبانية: José Manuel Moreno Periñán، ولد في 7 مايو 1969، أمستردام، هولندا) دراج إسباني.
حصل على الميدالية الذهبية في دورة الألعاب الأولمبية الصيفية عام 1992، كما حاز على الميدالية الذهبية في بطولة العالم للدراجات الهوائية على المضمار عام 1991.

## إنجازاته

### الألعاب الأولمبية الصيفية
- 1992 برشلونة  إسبانيا:  ميدالية ذهبية في سباق 1 كم ضد عقارب الساعة (Time Trial).

### بطولة العالم للدراجات الهوائية على المضمار
- 1991 شتوتغارت  ألمانيا:  ميدالية ذهبية في سباق 1 كم ضد عقارب الساعة (Time Trial).